# Río Carbo
El río Carbo es un río del este de la península ibérica que nace en el macizo de Peñagolosa y desemboca en el río Villahermosa o río Mayor (mayor afluente del río Mijares), discurriendo por el término municipal de Villahermosa del Río. Es de corto recorrido pero de gran belleza natural. Recorrido en casi su totalidad por el sendero GR-7.
Como en la mayoría de los ríos de la cuenca mediterránea, el caudal varía según la estación del año, y durante el verano no llega agua a la desembocadura.

## Curso
El río Carbo nace en el término municipal de Villahermosa del Río a 1.500 m de altitud, la zona conocida como Cuevas del Carbo a 1.040 m de altitud recoge la mayor parte de su caudal ya en el término municipal de Villahermosa del Río, y todo su cauce discurre dentro del parque natural del Peñagolosa.
Desemboca en el río Villahermosa a 650 m de altitud. Todo el curso del río está ubicado en el término municipal de Villahermosa del Río.
Aparece descrito en el quinto volumen del Diccionario geográfico-estadístico-histórico de España y sus posesiones de Ultramar de Pascual Madoz con las siguientes palabras:

CARBO: r. DE la prov. de Castellon de la Plana, part. jud. de Lucena. Nace al NO. del elevado monte Peñagolosa, 1/2 leg. de dist., y al N. de Villahermosa en su térm, por el agujero de una peña entre el fondo de la cuesta de San Juan y los montes llamados del Carbo. Cerca de su origen da movimiento con sus aguas á un molino harinero que lleva su nombre; sigue luego su curso que es de N. á S., hasta encontrar un azud ó presa cerca de la masia de Roncales, á unos 3/4 de la pobl., cuya presa sirve para conducir las aguas á la fuente de la plaza mayor de Villahermosa: á la que llega á la vista de esta v. lamiendo las faldas occidentales de Peñagolosa, alimenta otro molino harinero llamado de los Chorros ó de Mosen Monton, en cuyo punto hay un puente de 2 arcos denominado el Puente alto; y por debajo del pueblo, á la dist. de unos 10 minutos desagua en el r. Grande ó de Villahermosa por entre 2 peñones de horrorosa altura, que forman una estrecha garganta llamada de la Hoz, en cuyos lados se encuentran, la Cueva de la guerra, que es una mina ant. de cobre gris vetada de plata, y la Amorosa que actualmente se beneficia por una sociedad bajo el título del Nuevo Potosí. El curso de este r. será de unas 2 y 1/2 horas, y su caudal de 2 muelas de agua, que no toda lleva desde su origen, sino que se aumenta posteriormente con las de muchas fuentecitas que estan manando perennemente, y con los desagües de algunos barrancos, como son el de Marcen y Peñagolosa, el de la Zepera, el de Vall de Borraz, y otros que reciben las vertientes del mencionado Peñagolosa. Con sus aguas se riegan multitud de huertas pertenecientes á Villahermosa, siendo de mentar la de la masia de Roncales, plantada de cerezos, manzanos, ciruelos y perals; pero en el estio suele escasear bastante y entonces se ven precisados los molinos á moler á balsadas, y muchas veces hasta se suelen perder las cosechas.
(Madoz, 1846, p. 540)

## Aprovechamiento
El aprovechamiento de las aguas del río para el riego. Antaño había tres molinos harineros.
Siguiendo el valle de este río discurre el sendero GR-7, en el tramo desde Villahermosa del Río al Santuario de San Juan Bautista de Peñagolosa y Santa Bárbara.